# Santha Rama Rau
Santha Rama Rau (24 janvier 1923 - 21 avril 2009) était une écrivaine américaine d'origine indienne.

## Famille et jeunesse
Santha était née la fille du fonctionnaire Sir Benegal Rama Rau et de son épouse Dhanvanthi Rama Rau, un des premiers porte-paroles de la planification familiale en Inde, et plus tard président de la International Planned Parenthood Federation. Le père de Santha était membre de l'élite de la fonction publique indienne et il a occupé le plus long mandat (1949-1957) en tant que gouverneur de la Banque de réserve de l'Inde. La famille paternelle de Santha était très distinguée. Son grand-père, Benegal Raghavendra Rau, avait été l'un des premiers médecins indiens formés en médecine occidentale. Le frère aîné de son père, Benegal Narsing Rau, était un fonctionnaire, juriste et homme d'État renommé qui avait joué un rôle important dans la rédaction de la Constitution de l'Inde . Un autre oncle, Benegal Shiva Rao, était un éminent journaliste et député[réf. nécessaire].
Alors que le père de Santha était un brahmane Chitrapur Saraswat de Canara dont la langue maternelle était le konkani, sa mère était une brahmane cachemiri de l'extrême nord de l'Inde, qui avait pourtant grandi à Hubli.
Dans ses premières années, Rama Rau a vécu dans une Inde sous domination britannique. À l'âge de 5 ans et demi, avec sa sœur Premila, âgée de 8 ans, elle a brièvement fréquenté une école anglo-indienne où le professeur a anglicisé leurs noms. Le nom de Santha a été changé à Cynthia et celui de sa sœur a été changé à Pamela. Elles ont trouvé l'environnement là-bas condescendant, car leur professeur leur a dit que "les Indiens trichent". Ils rentrèrent chez eux à pied et ne revinrent jamais dans cette école. L'incident a été relaté dans le court mémoire de Rama Rau intitulé « By Any Other Name »[réf. nécessaire].
Vers 1929, elle accompagne son père dans un voyage politique en Angleterre. Là, elle a fait ses études à la St Paul's Girls' School et est partie en 1939. Après un court voyage à travers l'Afrique du Sud, elle est retournée en Inde pour découvrir un endroit différent de celui dont elle se souvenait. Elle a postulé au Wellesley College, Wellesley, Massachusetts, aux États-Unis, et a été la première étudiante indienne à y être acceptée. Elle est diplômée avec mention en 1944. Peu de temps après, elle publie son premier livre Home to India[réf. nécessaire].

## Carrière
Quand l'Inde a gagné son indépendance en 1947, le père de Rama Rau a été nommé premier ambassadeur de sa nation au Japon. Alors qu'à Tokyo, au Japon, elle a rencontré son futur mari, un Américain, Faubion Bowers. Après un long voyage en Asie et un peu en Afrique et en Europe, le couple s'est établi à New York, New York. Rama Rau est devenu instructrice à la faculté d'anglais de Sarah Lawrence College, Bronxville, New York, en 1971, travaillant également comme écrivaine indépendante.
Elle a adapté le roman A Passage to India, avec l'approbation de l'auteur E.M. Forster, pour le théâtre. La pièce du même nom a été produite pour l'Oxford Playhouse, Oxford, Royaume-Uni, a bougé au West End à Londres en 1960 pour 261 représentations, puis à Broadway à New York où elle a été jouée 109 fois. Elle a été adaptée par John Maynard et réalisée par Waris Hussein pour la pièce de théâtre du mois de la BBC en 1965. Bien que les droits du film nécessitaient originellement que Rama Rau écrive le scénario, le réalisateur David Lean a trouvé son projet insatisfaisant et a pu le rejeter, bien qu'elle soit toujours créditée dans les titres car il utilisait encore une partie de son dialogue.
Rama Rau est l'auteur de Home to India, East of Home, This is India, Remember the House (un roman), My Russian Journey, Gifts of Passage, The Adventuress, (un roman), View to the Southeast, et An Inheritance, ainsi que co-auteure (avec Gayatri Devi) de A Princess Remembers: the memoirs of the Maharani of Jaipur.

## Vie privée
Elle a épousé Faubion Bowers en 1951 et a eu un fils, Jai Peter Bowers en 1952. Le couple s'est divorcé en 1966. En 1970, Rama Rau a épousé Gurdon B. Wattles et n'a pas eu d'enfants. Faubion Bowers est décédé en novembre 1999.